# 페르난두 엔히키 카르도주
페르난두 엔히키 카르도주(포르투갈어: Fernando Henrique Cardoso, 문화어: 페르난도 엔리께 까르도쏘, 1931년 6월 18일~)는 브라질의 정치인이다. 유명한 사회학자 출신으로, 1995년부터 2003년까지 대통령을 지냈다. 브라질에서는 이니셜 FHC로도 알려져 있다.

## 대통령이 되기 전 생애
리우데자네이루에서 태어나 상파울루에서 성장했다. 상파울루 대학교에서 사회학을 전공한 후, 프랑스 파리의 사회과학고등연구원에서 연구원으로 재직했다. 상파울루 대학교에서 사회학과 정치학을 강의하던 중, 쿠데타가 일어나자 외국으로 망명했다. 미국 스탠퍼드 대학교, 캘리포니아 대학교, 프랑스의 콜레주 드 프랑스 등지에서 교수로 있었다. 1982년~1986년에는 국제 사회학회 회장을 지냈다. 한편 1982년 브라질 민주운동 소속으로 상원의원에 선출되어 정계에 입문했으며, 1985년 군사정권 붕괴 후 상파울루 시장 선거에 출마했으나, 전 대통령 자니우 쿠아르두스에게 패했다.
1988년 사회민주당(PSDB) 창당에 참여했으며, 상원 사회민주당 원내대표를 지냈다. 그 후 1992년~1993년 외무장관으로 재직했으며, 곧이어 재무장관에 임명됐다. 재무장관으로 재직하면서 그는 헤알 플랜으로 알려진 화폐 개혁을 실시, 크루제이루를 폐지하고 헤알화를 도입했다. 이 개혁은 성공을 거두어 초인플레이션은 진정됐고 그는 높은 인기를 얻었으며, 1994년 사회민주당 대통령 후보로 뽑혀 대통령 선거에 출마, 노동자당의 루이스 이나시우 룰라 다 시우바 후보를 큰 차이로 제치고 당선됐다.

## 대통령 재임 시절
1995년 제34대 대통령으로 취임한 후 과거 종속 이론의 입장과는 달리 공기업 민영화, 재정긴축, 무역 자유화 정책 등 대대적인 경제 개혁을 단행했다. 개혁에 대한 성과가 좋아 국민들의 인기를 얻어 1998년 선거에서 다시 룰라 다 시우바 후보를 큰 차이로 제치고 재선했다. 이로써 그는 브라질 역사상 처음으로 민주적인 절차로 재선에 성공한 대통령이 되었다. 그러나 곧 금융 위기에 적절히 대처하지 못하여 브라질 경제는 추락, 1999년 말 IMF 구제금융을 받게 됐다. 경제 사정의 악화에 1998년 선거 당시의 선거 자금 사용 추문이 불거지면서 그의 인기는 떨어지기도 했다. 2001년 1월, 브라질 대통령으로는 처음으로 대한민국을 방문, 김대중 대통령과 정상 회담을 하기도 했다.

## 퇴임 이후
2003년 초, 임기 종료와 함께 퇴임한 후 여러 나라에서 강연을 하고 있으며, 저술 활동을 하고 있다.

## 역대 선거 결과
| 선거명      | 직책명          | 대수 | 정당              | 득표율 | 득표수       | 결과 | 당락 |
| ----------- | --------------- | ---- | ----------------- | ------ | ------------ | ---- | ---- |
| 1994년 선거 | 브라질의 대통령 | 34대 | 브라질 사회민주당 | 54.24% | 34,314,961표 | 1위  |      |
| 1998년 선거 | 브라질의 대통령 | 34대 | 브라질 사회민주당 | 53.06% | 35,936,540표 | 1위  |      |